# Станки (Костромская область)
Станки — упразднённая деревня в Ореховском сельском поселении Галичского района Костромской области России. Исключена из учётных данных в 2024 году.

## География
Деревня расположена на берегу реки Шаренка.

## История
Согласно Спискам населенных мест Российской империи в 1872 году село Станки относилось к 1 стану Галичского уезда Костромской губернии. В нём числилось 26 дворов, проживали 61 мужчина и 87 женщин. В селе имелась православная церковь.
Согласно переписи населения 1897 года в селе проживало 153 человека (71 мужчина и 82 женщины).
Согласно Списку населенных мест Костромской губернии в 1907 году село Станки относилось к Костомской волости Галичского уезда Костромской губернии. По сведениям волостного правления за 1907 год в нём числилось 28 крестьянских дворов и 150 жителей. Основными занятиями жителей села, помимо земледелия, были малярный и плотницкий промыслы.
До муниципальной реформы 2010 года деревня также входила в состав Костомского сельского поселения.

## Население
| 2008 | 2010 | 2012 | 2014 |
| ---- | ---- | ---- | ---- |
| 0    | →0   | →0   | →0   |